# Union démocratique populaire
Pour les articles homonymes, voir Union populaire.
L'Union démocratique populaire (en portugais : União Democrática Popular, abrégé en UDP) est un ancien parti politique portugais de tendance marxiste-léniniste fondé en décembre 1974, peu avant la révolution des Œillets.

## Historique
L'UDP fut initialement conçue pour être l'organisation commune de masse de trois organisations marxistes-léninistes portugaises : les Comités de soutien à la reconstruction du Parti (marxiste-léniniste) (CARP(ML)), l'Unité révolutionnaire marxiste-léniniste (URML) et les Comités communistes révolutionnaires (marxistes-léninistes) (CCR (ML)). Systématiquement présente aux élections législatives, elle parvient à faire élire un député lors des quatre premiers scrutins.
Participant, aux côtés d'autres formations de l'extrême-gauche portugaise, à la constitution du Bloc de gauche en 1999, l'UDP se transforme en association en 2005.